# Haidenaabtal und Gabellohe
Das Naturschutzgebiet Haidenaabtal und Gabellohe liegt zum größten Teil (75,41 ha) auf dem Gebiet der Gemeinde Speichersdorf im Landkreis Bayreuth (Oberfranken) und zu einem kleineren Teil (0,03 ha) auf dem Gebiet der Gemeinde Immenreuth im Landkreis Tirschenreuth (Oberpfalz).
Das 75,44 ha große Gebiet mit der Nr. NSG-00549.01, das im Jahr 1998 unter Naturschutz gestellt wurde, erstreckt sich direkt nordöstlich des Kernortes Haidenaab, eines Gemeindeteils von Speichersdorf, entlang der Haidenaab, eines westlichen Quellflusses der Naab.
Das Gebiet umfasst feuchtgebietsgebundene Lebensraumtypen mit gefährdeten Tiergruppen.